# Tracy Chapman
Tracy Chapman (* 30. března 1964) je americká písničkářka a čtyřnásobná držitelka hudební ceny Grammy. Od té doby, co prorazila v roce 1988 se svým debutovým albem s názvem „Tracy Chapman“ na hudební scénu, stala se tato zpěvačka jednou z nejuznávanějších současných písničkářek.

## Život Tracy Chapman
Narodila se v Clevelandu ve státě Ohio, kde po rozvodu rodičů v jejích čtyřech letech vyrůstala se svou matkou a sestrou. Jejím prvním nástrojem bylo ukulele, které dostala od své matky, když jí byly tři roky. Na nástroj musela matka našetřit z peněz, které měly na jídlo. Své první povídky a poezii začala psát již v raném věku. Na kytaru začala hrát v 11 letech a v dospívání začala psát protestsongy. Když jí bylo 16 let, musela po nějaký čas žít se svou sestrou a matkou ze sociálních dávek.
Tracy Chapman neprožila zrovna ukázkové dětství. V době jejího dospívání docházelo v Clevelandu k integraci základních škol, což znamenalo, že se ve školách běžně potkávaly děti různé barvy pleti, z čehož vznikaly rasové potyčky. Mnoho dětí tak trávilo více času raději mimo školu než v ní. Chapman tedy vyrůstala v prostředí rasových útoků a napadání. I ona sama se stala obětí jednoho takového útoku, když ji při cestě ze školy obtěžoval gang spolužáků. Jeden z nich jí namířil střelnou zbraň na hlavu a vyhrožoval, že ji zastřelí, a poté ještě tloukl jejím obličejem o zem.
V rámci akademické nadace získala Chapman stipendium na soukromé episkopální internátní střední škole (Woostersschool) v Danbury v Connecticutu, kam se rodina přestěhovala a kde Chapman hrávala v místní kapli při obřadech. Jak sama říká, byl to v jejím životě velký obrat a současně jeden z důvodů, proč se nyní tolik angažuje v politických diskusích. Za tuto možnost byla nesmírně vděčná, dostalo se jí akademického vzdělání, což by bez lidí, kteří jí to umožnili, nebylo možné.
Na Woosterschool začala Chapman hrát ve školní kavárně na vypůjčenou kytaru, než jí matka koupila její vlastní. Později školní kaplan uspořádal pro Tracy Chapman sbírku na koupi další nové kytary.
V letech 1982 – 1986 získala stipendium na univerzitě (Tufts University) v Medfordu ve státě Massachusetts a začala studovat antropologii a africká studia, přestože se původně chtěla stát zvěrolékařkou. V rámci školy se účastnila skupinového hraní na africké bubny a současně zdokonalovala své hudební schopnosti hraním na kytaru a zpíváním na Boston folk circuit, v ulicích Harvard Square, v místních kavárnách a ve školním folkovém klubu. Její nahrávky se hrály i ve školním rozhlasu.
Poté, co ji několik producentů odmítlo, podepsala v roce 1987 smlouvu s vydavatelstvím Elektra a v následujícím roce, jako čtyřiadvacetiletá, vydala své debutové album nazvané Tracy Chapman. Album produkoval David Kershenbaum a obsahovalo skladby jako Talkin'bout a Revolution, Fast Car a Baby Can I Hold You. Její skladby prozrazovaly neobyčejný talent.
Koncem osmdesátých let vládly populární hudbě syntezátory a bicí, takže jednoduchost a upřímnost jejího přístupu byla velmi osvěžující. Skladby vyjadřovaly především její postřehy hluboce zakořeněné v její osobní zkušenosti s vyrůstáním v komunitě chudé pracující třídy jejího rodného města.
Skutečného úspěchu před publikem dosáhla vystoupením u příležitosti 70. narozenin Nelsona Mandely v Londýnském Wembley. Její spontánní vystoupení doprovázené pouze akustickou kytarou, které sledovaly miliony diváků po celém světě, bylo senzací. Výsledkem bylo více než 10 milionů prodaných alb, získání tří cen Grammy a jedné ceny Brit Award.
Tracy Chapman se snaží svůj osobní život plně oddělit od toho pracovního.
Hudba ale zůstává stále hlavní součástí její osobnosti. Šťastnou ji činí to, že jí bylo umožněno dělat svou práci a být členkou organizací nabízejících pomoc.

## Tvorba Tracy Chapman
Tvorba Tracy Chapman je přínosná zejména v tom, že upozorňuje na sociální nerovnosti v současném západním světě. Texty jejích písní vedou posluchače k zamyšlení nad stávajícími nerovnostmi v naší kultuře. Přesto se Tracy Chapman snaží předávat lidem poselství, že láska a vzájemné pochopení jsou navzdory všem nesnázím a nerovnostem možné. Bojuje za práva menšin a žen.
Chapman proslavila zejména píseň Fast Car z jejího debutového alba z roku 1988, které se setkalo s okamžitým úspěchem nejen komerčním (přední příčky amerických a anglických hitparád), ale také u hudebních kritiků. Jak sama říká, písně, které si skládá sama včetně textů, jsou příběhy o životech obyčejných lidí. Chapman měla během svého dětství možnost sledovat obyčejné lidi, žila v komunitě lidí, kteří bojovali za svůj důstojný život. Pracovali těžce a doufali, že se jejich životy změní. Její písně - příběhy, vyprávějí o životě těchto lidí z dělnické vrstvy, o chudobě, o násilí páchaném na ženách, o nevšímavosti, o věčném boji za lepší život a o naději.
Její debutové album, které vyšlo v roce 1988, začíná písní Talkin´Bout a Revolution. Touto písní chtěla Tracy Chapman upozornit právě na chudobu a společenské nerovnosti, stejně jako na práva chudých lidí. Větší ohlas u publika a oblibu rádií však získala její píseň Fast Car, která je právě obyčejným příběhem ze života obyčejných lidí. V písni Behind the wall upozorňuje na nevšímavost okolí a policie k domácí násilí.
V roce 1989 vydala své druhé album Crossroads, které se umístilo také na prvním místě v žebříčku prodejnosti v UK, a které bylo její niterní výpovědí o jejím prožívání a snaze uchovat si svůj vnitřní život navzdory všem nesnázím např. v písni „All that you have is your soul.“ Chapman zpívá nejen o tom, že „se snaží uchovat si to, co nosí uvnitř“, ale také např. v písni Freedom Now upozorňuje na sociální boje a jejich represi. V písni Subsity zpívá o těžkém životě lidí na předměstí a skutečnosti, že se vláda nesnaží těmto lidem nijak pomoci. Známý se stal její vzkaz v písni Subsity prezidentu Spojených států amerických: „Please give the president my honest regards for disregarding me.“
Chapman dále vydala alba Matters of the Heart (1992), New Beginning (1995), Telling Stories (2000), Collection (2001), Let it Rain (2002), Where you Live (2005) a Our Bright Future (2008), kde stejně emotivně a neúnavně bojuje a zpívá ve prospěch obyčejných, utlačovaných lidí žijících na okraji společnosti.

## Sociální aktivismus
Texty jejích písní jsou jen částí toho, jak se Chapman snaží upozorňovat na otázky pramenící ze sociálních nerovností. Mezi její další aktivity patří účast na dobročinných koncertech a také členství v několika mezinárodních organizacích zabývající se lidskými právy.
Z dobročinných koncertů můžeme jmenovat například účast na turné pořádané organizací Amnesty International, pod názvem Human Rights Now! v letech 1988 a 1998, nebo vystoupení na koncertě u příležitosti 70. narozenin Nelsona Mandely v roce 1990. V roce 1999 vystoupila také na koncertu pro svobodu Tibetu pořádaném v Chicagu.
Dalším dobročinným vystoupením byla účast na koncertě pro Kambodžu a Tibet s názvem Pavarotti & Friends, pořádaném v roce 2000 v Modeně. Z jejích sólových vystoupení můžeme zmínit koncert pro neziskovou organizaci Maitri, která se zabývá pomocí obyvatelům San Francisca, s onemocněním AIDS. V roce 2004 se účastnila také turné AIDS/Life Cycle ride a v roce 2007 nadační akce na podporu HIV pozitivních žen v rámci programu University of California.
V roce 2010 vystoupila na dobročinné sbírce nadace ASCAP. Z organizací, ve kterých Tracy Chapman působila či působí, můžeme zmínit nadaci San Francisco AIDS Foundantion a nadaci Circle of Life. Je také členkou organizace Amnesty International či nadace American Foundation for AIDS Research, dále hnutí za svobodu Tibetu a také protiválečné lobby.

## Diskografie
| Rok  | Název alba           |
| ---- | -------------------- |
| 1988 | Tracy Chapman        |
| 1989 | Crossroads           |
| 1992 | Matters of the Heart |
| 1995 | New Beginning        |
| 2000 | Telling Stories      |
| 2001 | Collection           |
| 2002 | Let It Rain          |
| 2005 | Where You Live       |
| 2008 | Our Bright Future    |